# UPシリーズ
『UPシリーズ』（Up Series）は、1964年に英国グラナダ・テレビが制作したドキュメンタリー番組『seven up!』およびその派生シリーズである。

## 概要
映画監督のマイケル・アプテッドが第1作目から制作に携わり、2作目以降はプロデューサー兼インタビュアーを担当している。
1964年に英国で放送された『seven up!』は、ロンドン周辺やリヴァプールなど、英国に住む7歳の子供たちを集めてインタビューし、7歳までの生育環境がどれだけ彼らの成長に影響を与えるかを、同様の質問を投げかけることで浮き彫りにし、階級格差がこの段階で固定化されてしまうことを立証しようとしたドキュメンタリー番組であった。
この番組においてアプテッドは子供の人選を担当した。まだ若手の調査員（制作アシスタント）であった彼は、プロデューサーの「各所属階級の典型的な例になるような子供たちを選んで来い」という指示に従い、上流階級子弟の多いパブリックスクール（私立学校）や、労働階級子弟の多い東ロンドン地区の小学校をめぐった。アプテッドは、各校の校長やスタッフに推薦してもらったそのクラス（階級）の最も典型的なタイプの子供達と面談し、最終的に21人を選んだ。しかし、40分弱の放送時間に合わせ、番組では14名が紹介された。
『seven up!』が放送された時点で、この番組をシリーズ化しようと考えていた者はいなかった。1970年になって、当時グラナダテレビの経営者であったDenis Formanが、同社の食堂でアプテッドに「あの子達がどうなったか取材したらどうだ？」と提案。それが『7 Plus Seven』となり、同時に、取材対象者を7年ごとに追う形でのシリーズ化が決まったのである。2作目以降はアプテッドが一貫してプロデューサー兼インタビュアーを担当している。
14歳時を取材した『7 Plus Seven』では、取材対象そのものが7歳時に紹介された14名に絞られ、その後CharlesとPeterの2名が取材を拒否（Peterはその後復帰）。2013年にはLynnが亡くなり、最新の『63 UP』では11名が取材対象者としてインタビューを受けている。
このシリーズは、1991年から、英国のみならず、アメリカ、旧ソビエト連邦、南アフリカ、そして日本でもグラナダの監修の元で制作が開始された。特にソ連版は、国家の崩壊寸前に制作が開始されたため、その後の国家分裂・地位逆転など、取材対象者の人生は非常にドラマチックに展開している。また2005年には、英国BBCで、新たな7歳の取材対象者たちを追うニューバージョンの制作が始まっている。
このシリーズの出演者たちの出身階級を見ると、労働階級6人、中産階級2人、上流階級6人と、かなりの偏りがあることが分かる。また男女比的にも男10人、女4人とアンバランスである。アプテッドはこれについて、「彼らのその後を見ると、ホームレスから市議会議員になったNielや、教師を経て法律家になり、2012年の時点ではバンドマンでもあるPeterといった中産階級の取材対象者の人生が最もドラマチックである。
1964年当時は中産階級人口が大幅に増加することも、女性の社会進出が進んで、女性首相まで誕生することなど誰も想像できなかった。また当時のグラダナ自体がかなり左寄りの会社であり、社会に階級格差が厳然と存在することを見せたいとの意図が働いたために、間にある中産階級の子供が少ない偏った人選になってしまった。更に女性の社会進出に全く考えが及ばず、女児の出演者を多く取らなかったことを後悔しているとアプテッドは語っている。実際には当初予想されていた階級の固定化は起こらず、何人かの労働者階級出身者はその後比較的豊かな中流階級の生活を送っている。
日本ではNHKにて1992年に「世界の7歳～イギリス」として35歳までのダイジェストを放送した事を皮切りに、1998年制作「42 Up」を1999年に「7年ごとの成長記録・イギリス」、2005年制作『49UP!』を約3分の1に短縮されたバージョンとして2006年秋に『7年ごとの成長記録 49歳になりました イギリス』、2012年に制作された『56UP!』は2013年に『7年ごとの記録「イギリス 56歳になりました」』、2020年制作『63UP』は2021年に『7年ごとの記録 イギリス 63歳になりました』として短縮版を放送している。
各シリーズの完全版DVDは、日本では未発売である。
出典
文章中のアプテッドの発言内容は、2005年12月17日に行われたロンドンのNFT（National Film Theatre）におけるJonathan Freedlandによる公開インタビューへの回答から抜粋和訳したものである。

### UPシリーズにおける観察者効果の問題
観察者効果とは、例えば、顕微鏡で物質を観察する際に、観察対象物質にライトを当てると、その光線や熱の影響で物質に変化が生じてしまう、といった効果をさす。これと同じような効果（変化）が、カメラが介在することで取材対象者の上にも生じるのは当然で、盗撮作品を除く全てのドキュメンタリー作品は、観察者効果をどう処理するかという問題から逃れることができない。
UPシリーズ制作当初のテーマは前述のとおり「英国社会における階級格差存在の証明」であったわけだが、シリーズが進むにつれてより大きな問題として浮上してきたのがこの観察者効果の問題である。
このシリーズの出演者たちは、7年ごとに英国内はもちろん、世界中にその顔や発言が晒されることになる。当然彼らの人生は、7年ごとにやってくるカメラを意識したものにならざるをえない。また、彼らは、自分の足跡・変化を、このシリーズの視聴を通じて確認しながらその人生を歩むことになる。他の出演者たちの人生との差異や類似性も、7年ごとに確認・計量することを強いられる。
こうしたことで、取材対象者に現れる観察者効果は非常に大きい。つまり、観察者効果が大きく作用することで、取材対象者たちは、自らの人生を常人とは比較にならないくらい意識的に生きるようになってしまう。これにより、番組制作開始時に意図されたテーマは、純粋には成立しにくくなっていると言えよう。出演者たちはもはや「典型的な各階級の代表者」ですらないのである。
この問題について、当事者であるアプテッドは、「当然、番組の存在が彼らの人生に大きな影響を与えている。Tonyのようにそれを肯定的に受け止める出演者もいれば、出演を拒否したり、自分の子供には絶対こういう思いをさせたくない、と公言する出演者もいる。しかし既にこの番組は、階級格差の存在を確認するためのものではなくなっている。1960年代から現在に至る、英国社会の変容や自分や家族の歴史を、彼らの人生を通じて振り返るための番組になっていると言える。」と述べている。
アプテッドは、「私が死んだ後に、私が人々の記憶に残るとすれば、それは間違いなく『UPシリーズの制作者』としてであり、このシリーズこそが私の代表作である」と、シリーズへの思い入れの深さを表明している。彼はこの作品の出演者たちを「家族のような存在」であるとし、「このドキュメンタリーの中で彼らの死を取り扱いたくはない。願わくは、私が最初に逝く者でありたい」と、15歳年下の取材対象者たちへの想いをも語っている。

## シリーズ一覧
- seven up!
- 7 Plus Seven
- 21 UP
- 28 UP
- 35 UP
- 42: Forty Two Up
- 49 UP
- 56 UP
- 63 UP